# Hyboella strictvertex
Hyboella strictvertex är en insektsart som beskrevs av Liang 2002. Hyboella strictvertex ingår i släktet Hyboella och familjen torngräshoppor. Inga underarter finns listade i Catalogue of Life.